# کوروو
کوروو (انگلیسی: Qorvo) شرکت الکترونیک آمریکایی است، که در سال ۲۰۱۵ تأسیس شد.